# Jordan-Algebra
In der Mathematik heißt eine kommutative Algebra A eine Jordan-Algebra, wenn für alle x,y aus A die sog. Jordan-Identität {\displaystyle x(x^{2}y)=x^{2}(xy)} erfüllt ist. Namensgeber ist der deutsche Physiker Pascual Jordan.
Eine alternative Definition ist
{\displaystyle x^{-1}(xy)=x(x^{-1}y)} (x,y aus A, x invertierbar).
D. h., A ist in der Regel nicht assoziativ, es gilt aber eine schwache Form des Assoziativgesetzes.
Benannt ist sie nach dem deutschen Physiker Pascual Jordan, der sie zur Axiomatisierung der Quantenphysik einsetzen wollte.
Unter einer nichtkommutativen Jordan-Algebra versteht man eine Algebra, die neben der Jordan-Identität noch das Flexibilitätsgesetz erfüllt.

## Spezielle und exzeptionelle Jordan-Algebren
Aus einer assoziativen Algebra {\displaystyle A} von Charakteristik ungleich 2 lässt sich eine Jordan-Algebra {\displaystyle A^{+}} konstruieren, indem man bei unveränderter Addition eine neue Multiplikation {\displaystyle {\cdot \!}_{J}} definiert:
{\displaystyle x\;{\cdot \!}_{J}\;y={xy+yx \over 2}.}
Jordan-Algebren, die isomorph zu so gebildeten sind, heißen spezielle Jordan-Algebren, die anderen exzeptionelle Jordan-Algebren.
Die exzeptionelle Jordan-Algebra M(3,8) (auch als {\displaystyle E_{3}} bezeichnet) ist durch Matrizen des folgenden Typs
{\displaystyle {\begin{pmatrix}a&X&Y\\{\bar {X}}&b&Z\\{\bar {Y}}&{\bar {Z}}&c\end{pmatrix}}}
gegeben. Hierbei sind a, b, c reelle Zahlen und X, Y, Z Oktonionen, die Multiplikation ist wie oben gegeben, aber es handelt sich nicht um eine spezielle Jordan-Algebra, da die Multiplikation der Oktonionen nicht assoziativ ist.
Über den komplexen Zahlen ist M(3,8) die einzige exzeptionelle Jordan-Algebra, während es über den reellen Zahlen drei Isomorphieklassen exzeptioneller Jordan-Algebren gibt.

## Formal reelle Jordan-Algebren
Eine Jordan-Algebra {\displaystyle A} heißt formal reell, wenn sich {\displaystyle 0\in A} nicht als nichttriviale Summe von Quadraten darstellen lässt. Formal reelle Jordan-Algebren wurden 1934 von Jordan, von Neumann und Wigner klassifiziert.